# Sepp Weiler
Sepp Weiler (* 22. Januar 1921 in Oberstdorf; † 24. Mai 1997 in Kempten (Allgäu)) war ein deutscher Skispringer.

## Werdegang
Weiler war das drittjüngste von sieben Geschwistern, er hatte einen Bruder und fünf Schwestern. In früher Kindheit begann er mit dem Skispringen und erreichte auf einer Kleinstschanze mit sechs Jahren beachtliche 24 m. Durch nachfolgendes intensives Training steigerte er sich schnell und ließ im Alter von elf Jahren bei seinem ersten Start auf der Oberstdorfer Schattenbergschanze mit 58 Metern alle älteren Teilnehmer hinter sich. Mit dreizehn Jahren stand seine Bestweite bereits bei 75 m, mit 16 Jahren wurde er in die deutsche Nationalmannschaft berufen und nahm an den Holmenkollen-Spielen teil. Große Erfolge blieben dem Oberstdorfer versagt, was sich auch auf die Zeitumstände zurückführen ließ: Kriegsbedingt fielen die Olympischen Winterspiele 1940 und 1944 aus; 1948 in St. Moritz durften die deutschen Athleten nicht an den Wettkämpfen teilnehmen. Doch im Jahr 1941 fanden die Skiweltmeisterschaften in Cortina d’Ampezzo statt, bei denen Sepp Weiler mit 67 m und 76,5 m die größten Weiten erreichte. Die drei Kampfrichter bewerteten jedoch seine Haltung dermaßen schlecht, dass er am Ende nur Vierter wurde; der Sieger hieß Paavo Vierto. Das Problem führte dazu, dass diese WM nach Kriegsende annulliert wurde und die FIS ab sofort fünf Sprungrichter einsetzte, von denen die beste und schlechteste Bewertung gestrichen wurde.
Sepp Weiler diente im Zweiten Weltkrieg als Soldat der Wehrmacht an der Ostfront, wo er durch einen Granatsplitter die Sehkraft seines linken Auges verlor. Das Skispringen gab er jedoch nicht auf.
Erst 1952 kam Weiler im Alter von 31 Jahren zu seinem ersten Olympiastart: In Oslo wurde er zunächst als Sieganwärter gehandelt, belegte jedoch schließlich nur die achte Position. Er gab nach Befragen an, er habe falsches Wachs eingesetzt. Vier Jahre später sagte er seine Teilnahme an den Spielen in Cortina d’Ampezzo nach dem Tod seiner Mutter ab.
Abgesehen von Weilers Erfolglosigkeit bei Großereignissen galt der Oberstdorfer als einer der weltbesten Skispringer der 1940er- und 1950er-Jahre. In seiner besten Saison (1948/49) gewann er 35 der 36 Wettbewerbe, an denen er teilnahm.
Die Benutzung der einzigen in Europa vorhandenen Skiflugschanze in Planica war deutschen Springern durch Einreiseverbot von Jugoslawiens Staatschef Josip Broz Tito versagt. Deshalb sorgte Weiler zusammen mit seinen Oberstdorfer Teamkameraden Heini Klopfer und Toni Brutscher dafür, dass in Deutschland 1949/1950 eine erste Skiflugschanze gebaut werden konnte: Sie verkauften farbige Halstücher mit ihren Autogrammen, womit die ersten 40.000 DM zusammenkamen. Heini Klopfer war auch Architekt, fertigte die Baupläne und berechnete die benötigte Bausumme von etwa 80.000 DM. Das noch fehlende Geld steuerten der Skiclub Oberstdorf, die Gemeinde Oberstdorf und der bayerische Landes-Sportverband bei. Diese Schanze wurde mit der Ersten Skiflugwoche von Oberstdorf im Februar 1950 eingeweiht. Sepp Weiler sprang hier auf eine neue Weltrekordweite von 127 m, am dritten Tag der Veranstaltung schaffte er sogar 133 m und wurde schließlich Gesamtsieger. Die Schanze, die Ergebnisse und die Berichterstattung sorgten für einen Popularitätsaufschwung des Skispringens in Deutschland. Später erhielt die Sprunganlage den Namen Heini-Klopfer-Schanze, wurde stets modernisiert und ist weiterhin in Benutzung.
Bei der ersten Vierschanzentournee 1953 belegte Weiler in der Gesamtwertung den fünften Platz. 1957 beendete er seine 20-jährige Laufbahn. Bundespräsident Heuß verlieh ihm zusammen mit Toni Brutscher das Silberne Lorbeerblatt.
Weiler heiratete 1946; die Ehe hielt bis zum Tod seiner Frau im Jahr 1980, aus ihr gingen drei Kinder hervor. Frank Löffler, Team-Juniorenweltmeister von 1998 und Deutscher Meister 2002, ist ein Enkel Weilers. Bis zu seinem Krebstod im Mai 1997 führte der gelernte Installateur die Gaststätte an der Heini-Klopfer-Skiflugschanze, die danach sein Sohn übernahm.

## Erfolge/Schanzenrekorde
| Ort           | Land        | Weite               | aufgestellt am   | Rekord bis        |
| ------------- | ----------- | ------------------- | ---------------- | ----------------- |
| Bischofshofen | Österreich  | 102,0 m (HS: 140 m) | 27. Februar 1949 | 26. Dezember 1950 |
| Oberstdorf    | Deutschland | 110,0 m (HS: 225 m) | 2. Februar 1950  | 2. Februar 1950   |
| Oberstdorf    | Deutschland | 115,0 m (HS: 225 m) | 2. Februar 1950  | 28. Februar 1950  |
| Oberstdorf    | Deutschland | 127,0 m (HS: 225 m) | 2. März 1950     | 3. März 1950      |